# Lametasaurus
Lametasaurus („ještěr ze souvrství Lameta“) je pochybný rod teropodního dravého dinosaura z infrařádu Ceratosauria, žijícího v období svrchní křídy (asi před 70 miliony let) na území dnešní Indie (v blízkosti města Džabalpur). Jeho fosilie byly objeveny v sedimentech geologického souvrství Lameta.

## Historie
V letech 1917 až 1919 vykopal britský paleontolog Charles Alfred Matley fosilie dinosaura, kterého považoval za dosud neznámého teropoda. V roce 1923 jej formálně popsal a pojmenoval Lametasaurus indicus. Později se nicméně začal domnívat, že se mohlo jednat spíše o zástupce kladu Stegosauria nebo Ankylosauria. V roce 1935 vyslovil indický paleontolog Dhirenda K. Chakravarti názor, že Matley ve skutečnosti popsal chiméru, tedy neexistující taxon, založený na fosiliích více druhů živočichů (v tomto případě na fosiliích titanosaurního sauropoda, krokodýlů a teropodů).
Fosilie tohoto a dalších dinosaurů ze stejného souvrství mohly být již před staletími nevědomky uctívány hinduisty v místních chrámech (například jako božstvo zvané Šarabha).

## Zařazení
Dnes je tento taxon pokládán za nomen dubium (pochybné vědecké jméno) a není jisté, které fosilie z původního vzorku skutečně patřily abelisauridním teropodům. Je ale možné, že se alespoň v případě části fosilií jednalo o vědecky platný taxon, a v tom případě by šlo o starší synonymum rodů Indosuchus a Rajasaurus.

## Rozměry
Lametasaurus byl bezpochyby velkým teropodem. Podle vědecké studie, publikované v září roku 2020, činila hmotnost tohoto dinosaura asi 3259 až 3555 kilogramů.